# Srednja krkavina
Srednja krkavina (primorska krkavina, žestika, crni trn, smrdiličje, orehovac, pušitrn pasjak; lat. Rhamnus × intermedia) je vrsta biljke iz porodice Rhamnaceae (pasjakovine ili krkavine). Živi na području Albanije, Bosne i Hercegovine, te Hrvatske. U Hrvatskoj su joj staništa šume bijelog graba i hrasta medunca. Obično raste u obliku manjeg listopadnog grma visine do nekoliko metara.
Ponegdje se označava kao hibrid pod imenom Rhamnus × intermedia
Strogo je zaštićena vrsta

## Podvrste
- Rhamnus intermedia subsp. intermedia[4]
- Rhamnus intermedia subsp. istriaca (Beck) Rottenst.[4]